# 즐거운 인생 (2007년 영화)
《즐거운 인생》은 2007년에 개봉한 대한민국의 영화이다. 《라디오 스타》에 이은 이준익 감독의 음악 영화로, 1주일 앞서 개봉한 영화 "브라보 마이 라이프"와 내용이 거의 비슷한 점 때문에, 논란이 일어났었다. 2007년 추석에 개봉해, 좋은 반응을 이끌어 냈음에도 불구하고, 흥행에는 실패했으나, 그나마 손익분기점에는 근접했다. 참고로 제작비가 많이 들지 않아서 손익분기점이 125만명이지만 120만여명이 관람하면서 그나마 근접한 성적을 보였다. 그래서 크게 흥행에는 실패한 것이 아니다.

## 줄거리
20년 전. 3년 연속 대학가요제 탈락을 끝으로 해체된 락밴드 활화산. 지금은? 명퇴 후 눈치 밥 먹는데 익숙해진 일등급 백수 기영(정진영 분), 부담스럽게 공부 잘하는 자식 만나서 낮에는 택배, 밤에는 대리운전으로 등골 빠지는 바쁜 중년 성욱(김윤석 분), 타국 땅에 마누라와 자식들을 유학 보낸 자신이 자랑스러운 기러기아빠 혁수(김상호 분)는 ‘활화산’의 리더였던 상우의 장례식장에서 돌아온 뒤 불현듯 결심한다. 꿀꿀한 인생 달래줄 락밴드 ‘활화산’을 재 결성 하기로!
다시 활화산이 된 아저씨들. 리드기타 기영, 베이스 성욱, 드럼 혁수는 녹슬어버린 연주와 삑사리 나는 노래 실력을 견디다 못해, 죽은 상우의 아들 현준(장근석 분)에게 보컬을 부탁한다. 싸가지만 빼고 외모, 실력까지 겸비한 완소남 보컬 현준의 투입으로 무대 위에서 제대로 놀 수 있게 된 ‘활화산’. 그러나 즐거움도 잠시, 그들에게는 또다시 최대 고비가 다가오는데……

## 캐스팅
- 정진영 : 기영 역
- 김윤석 : 성욱 역
- 김상호 : 혁수 역
- 장근석 : 현준 역
- 김호정 : 기영 처 선미 역
- 추귀정 : 성욱 처 영애 역
- 고아성 : 기영 딸 주희 역
- 정성미 : 수아 / 여자친구 1 역
- 이정연 : 인경 / 여자친구 2 역
- 이지연 : 미연 / 여자친구 3 역
- 홍인기 : 민석 역
- 박준목 : 민호 역
- 주진모 : 기영의 선배 역
- 정민성 : 기영의 후배 역
- 고석동 : 중고차 직원 역
- 한동룡 : 외제차 주인 역
- 방준석 : 홍대클럽사장 역
- 이병훈 : 홍대클럽사장친구 역
- 조성구 : 홍대클럽 직원 역
- 한승환 : 연습실 직원 역
- 장세례 : 문신 예술가 역
- 장원욱 : 문신가게 직원 역
- 김영렬 : 중고차손님 1 역
- 정구영 : 중고차손님 2 역
- 김성철 : 악기가게주인 역
- 송재완 : 대리차주인 역
- 김봉수 : 상우 사진 역
- 김영선 : 혁수 처 역
- 엄보용 : 혁수 아들 역
- 강산들 : 혁수 딸 역
- 신정근 : 업소사장 역
- 노브레인
- 트랜스픽션 (특별출연)